# Maurice-Jacques Ravazé
Maurice-Jacques Ravazé, né le 5 janvier 1885 à Nantes et mort le 1er juin 1945 à Paris, est un architecte français.

## Biographie
Mettant en œuvre l'architecture fonctionnaliste, il est réputé pour avoir dirigé le service d'architecture de Citroën, dont la halle d'exposition sur les Champs-Élysées jusqu'en 1984, et 50 succursales érigées sous sa direction : parmi celles qui subsistent, la succursale Citroën à Lyon en 1933. Jean Prouvé en a notamment réalisé les ferronneries.
Les succursales de Nantes (1925-1928 ; détruite en juin 1987), d'Évreux (1928) et de Louviers (1932) lui ont servi d'avant-projets.
La réalisation de Bruxelles date de 1934. Le bâtiment d'origine est, à la date de mai 2018, en voie de transformation en musée d'art moderne et contemporain, Kanal - Centre Pompidou.
Il a également créé un magasin d'exposition Citroën à Limoges en 1934-1935.
Il a travaillé en France métropolitaine mais aussi en Algérie française (Alger, Bône, Constantine, Oran) ou au Maroc à Casablanca et Fez.